# Флігель Казанського
Флігель Казанського — будинок у Києві, єдина вціліла до XXI століття будівля садиби архітектора Миколи Казанського. Зведений у 1909 році, розташовувався за адресою вул. Сагайдачного, 1-Б. Мав статус щойно виявленої пам'ятки архітектури (з 1996), у 2009 виключений з реєстру пам'яток. Зруйнований задля будівництва сучасного бізнес-центру 30 грудня 2010 року. Знесення флігеля Казанського викликало чимале обурення киян.

## Історія
Ділянка, на якій розташовувався флігель, у другій половині XIX століття належала чиновникові Івану Чепурновському, який планував тут збудувати кілька одноповерхових кам'яних торгових лавок. Втім, з 1861 року в Києві почали діяти будівельні нормативи, згідно з якими будівлі на тогочасній вулиці Сагайдачного (в ті часи — Олександрівська) мали бути як мінімум двоповерховими. Тому Чепурновському довелося замовити новий проект, за яким на ділянці мали звести цегляний двоповерховий будинок, перший поверх якого займали б магазини, а другий був би житловим. Проект затвердили у 1870 році і незабаром реалізували.
У листопаді 1892 року садибу Чепурновського придбав молодий архітектор Микола Казанський, який нещодавно переїхав до Києва. Впродовж наступних кількох років Казанський перебудував садибу, звівши на червоній лінії вулиці новий двоповерховий будинок із мансардою на тильному фасаді. Трохи пізніше у глибині ділянці архітектор побудував житловий цегляний флігель із мезоніном і льохом, увінчаний наметовою вежкою.
Приблизно в останні роки XIX століття Микола Казанський узяв у Київській кредитній спілці позику під заставу своєї садиби. Спершу справи архітектора йшли добре, він мав багато замовлень і навіть у 1896—1902 роках обіймав посаду керівника будівельного управління київської міської управи (аналог сучасної посади головного архітектора Києва). На цій посаді Казанський наглядав за спорудженням оперного театру, яке супроводжувалося низкою скандалів: спершу через початок у Києві «будівельної лихоманки» ціни на будівельні матеріали та роботи значно виросли, відповідно, кошторис будівництва театру збільшився майже удвічі. А після урочистого відкриття й освячення нового театру у вересні 1901 року виявилося, що вигляд будівлі дуже не сподобався киянам, її порівнювали з «величезною незграбною черепахою». Фінансування будівництва велося з міського бюджету, тому ЗМІ та політична опозиція розкритикували як міську владу за марнотратство, так і архітекторів, причетних до будівельних робіт, за невдалий архітектурний проект. Внаслідок цього скандалу наступного, 1902 року Микола Казанський програв вибори до міської управи та втратив посаду голови будівельного управління, а з цим — і більшість потенційних замовлень. На додачу до цього в місті, услід за будівельною лихоманкою почалася будівельна криза. Фінансовий стан Миколи Казанського значно похитнувся і вже на початку 1905 року архітектор не зміг виплатити відсотки по узятій під заставу своєї садиби позиці. Кредитна спілка виставила майно Казанського на відкриті торги, але його врятувала дружина, яка, маючи власні кошти, викупила усю садибу.
Після вдалого порятунку садиби Казанський почав у ній зведення нового флігеля, проте його спіткало чергове лихо: осінні дощі розмили схил Володимирської гірки, у підніжжі якої стола садиба архітектора, і стався зсув ґрунту, недобудований флігель повністю розвалився, а головний будинок зазнав значних пошкоджень. Микола Казанський був на межі банкрутства, проте спромігся вистояти, постійно брав нові замовлення, зводив у Києві нові будинки, і вже 1909 року, виправивши своє фінансове становище, почав відновлення своєї садиби та будівництво прибуткового нового флігеля. Цього разу для запобігання зсувам ґрунту архітектор укріпив схили бетонною підпірною стіною. Новий флігель мав три поверхи та невелику вежу-мансарду на дві кімнати.
Садиба Казанського проіснувала, як і сусідні будинки на Поштовій площі, до 1969 року, коли в Києві почалася підготовка до будівництва другої лінії метрополітену. В рамках будівельних робіт на вимогу «Київметробуду» один за одним знесли усі будинки від початку вулиці Сагайдачного до Боричевого узвозу. Єдиною вцілілою будівлею цього втраченого кварталу став флігель у колишній садибі Казанського, в той час як головний будинок був знесений. У 1980-х роках почався капітальний ремонт флігеля, тут планувалося розмістити музей електротранспорту, проте ці плани так і не були реалізовані.
За часів незалежності флігель перейшов у власність до комерційних підприємств, які реставрували будинок, додавши ковану огорожу та перебудувавши мансарду. У 1996 році флігель Казанського отримав статус щойно виявленої пам'ятки архітектури.

## Знесення
Наприкінці 2000-х на Поштовій площі, на місці знесеного за радянських часів кварталу, почали зводити нові будинки, першим з яких стала шестиповерхова будівля готелю «Рів'єра», пізніше по сусідству збудували семиповерховий бізнес-центр «Володимирський».
Забудова ділянки, на якій стояв флігель Казанського, планувалася ще з 2007 року, коли на розгляд КМДА подали проект п'ятиповерхової офісної будівлі з паркінгом (автор проекту — архітектор Юрій Бородкін). Первісно міськрада відхилила цей проект як несумісний в архітектурному плані з подільською забудовою. Втім, через три роки затвердили новий проект, за яким нова будівля вже мала 11 поверхів і підземний паркінг на 38 машиномісць. Українське товариство охорони пам'яток погодило виключення флігеля з реєстру пам'яток через «втрату автентичності», а 13 грудня 2009 року флігель Казанського позбавили статусу пам'ятки архітектури. 10 червня 2010 року на засіданні секції містобудування та архітектури архітектурно-містобудівної ради погодили відкоригований проект будівлі на 6, 7 і 9 поверхів, а разом із тим — знесення на ділянці майбутнього бізнес-центру усіх існуючих будівель. 28 грудня 2010 року проект новобудови офіційно затвердили, а в ніч з 29 на 30 грудня будинок знесли. На його місці збудували бізнес-центр. Замовником будівництва бізнес-центру стала компанія «СП Сітко-Поділ-Київ», яке ЗМІ пов'язують із Валерієм Хорошковським.
Знесення флігеля Казанського швидко набуло резонансу серед ЗМІ та громадських організацій, активісти влаштували протестні акції проти знесення історико-архітектурних пам'яток. Тодішній головний архітектор Сергій Целовальник на спеціальній прес-конференцій заявив, що скандал не має підґрунтя, флігель Казанського через надбудову в 1996 році мансарди не був внесений до реєстру пам'яток і взагалі не мав історичної цінності. Головною причиною знесення будинку назвали необхідність укріпити зсувонебезпечні схили Володимирської гірки, також стверджувалося, що будинок був в аварійному стані. Сергій Кобрін, тодішній начальник відділу охорони пам'яток Головного управління охорони культурної спадщини, також заявив, що знесення флігеля відбулося у рамках закону. Архітектор Лариса Скорик, відома своєю підтримкою тогочасного президента Віктора Януковича, підтримала знесення флігеля Казанського, стверджуючи, що скандал замовний і роздутий штучно, що будинок не мав навіть права претендувати на статус пам'ятки архітектури та що «найдоцільнішим для збереження стійкості схилу Володимирської гірки є будівництво в цій зоні нової споруди, безперечно, сучасної…». Втім, деякі спеціалісти, зокрема, архітектор Микола Жаріков, засудили знесення флігеля. Також ця подія стала приводом для написання відкритого звернення київської інтелігенції до міської влади з вимогою зупинити знищення пам'яток історії та архітектури, введення мораторію на будівництво в охоронних зонах Софійського собору та Києво-Печерської лаври, розміщення у відкритому доступі реєстру пам'яток. Звернення підписали, зокрема, Ада Роговцева, Богдан Бенюк, Оксана Забужко, Сергій Жадан, Василь Шкляр, Владислав Єрко, Олег Скрипка та інші представники творчих професій.